# Савадов, Арсен Владимирович
Арсе́н Влади́мирович Сава́дов (род. 24 сентября 1962, Киев) — украинский художник.

## Биография
Родился 24 сентября 1962 года в Киеве в семье художника-графика Владимира Савадова, армянина родом из Баку. 1986 году окончил Киевский государственный художественный институт. Участник киевской художественной группы «Парижская коммуна». Работает в области концептуализма. Представлял Украину на 49-й Венецианской биеннале.
Критики считают Арсена Савадова одной из ключевых фигур украинского современного искусства, поколения, заявившего о себе в конце 80-х, украинского трансавангарда, необарроко, так называемой «Южнорусской волны». Известную работу «Печаль Клеопатры», созданную Арсеном Савадовым совместно с Георгием Сенченко в 1987 году, принято считать точкой отсчета для нового периода в украинском искусстве — Арсен Савадов, 2011.
В 1990-е годы Арсен Савадов работал с фотографией и видео в соавторстве с Георгием Сенченко, затем с Александром Харченко, но в итоге предпочел индивидуальную творческую карьеру. Наибольшую известность Арсену Савадову принесли самые провокативные проекты: «Донбасс-Шоколад» и «Книга мертвых».
В последние годы Арсен Савадов вернулся к живописи.
Живет и работает в Киеве.

## Персональные выставки
- 2017 — «Сон Гулливера», Art Ukraine Gallery, Киев
- 2012 — «От первого лица». Pecherskiy Gallery (V-art gallery) Москва.
- 2011 — «Blow-up», персональная выставка в рамках проекта РАС-UA, PinchukArtCentre, Киев.
- 2011 — «Бегство в Египет». Галерея «Коллекция», Киев[9][10].
- 2007 — «Paintings». Daniyal Mahmood Gallery, Нью-Йорк.
- 2005 — «Love Story». Галерея «Orel Art», Париж, Франция.
- 2005 — «Parliament Lights». Галерея «Стелла», Москва.
- 2002 — «Kokto». Галерея М. Гельмана, Киев.
- 1998 — «Deepinsider» (совм. с А. Харченко). Галерея ЦСИ при НаУКМА, Киев.
- 1997 — «Донбасс-Шоколад» (фотограф А. Педченко). Галерея «Orel Art», Париж, Франция.
- 1995 — «Савадов и Сенченко». Галерея Союза художника, Киев / Галерея Чейзи Пост, Атланта, США.
- 1995 — «Видео перформанс» (совм. с Ю. Сенченко). Галерея Чистого Искусства, Киев.
- 1995 — «Без одежды!» (совм. с Ю. Сенченко). Галерея М. Гельмана, Москва.
- 1994 — «Рождественская акция» (совм. с Ю. Сенченко). Галерея М. Гельмана, Москва.
- 1992 — «Работы Савадова и Сенченко». Галерея Бермана, Нью-Йорк, США.
- 1991 — «Работы Савадова и Сенченко». Галерея М. Гельмана, Москва.

## Групповые выставки
- 2017 — Art Riot: Post-Soviet Actionism, Saatchi Gallery, London
- 2016 — Recycling Religion, WhiteBox, New York
- 2015 — BALAGAN!!! Contemporary Art from the Former Soviet Union and Other Mythical Places, Curated by David Elliott, MOMENTUM, Berlin
- 2014 — Volta 10, Basel
- 2014 — PREMONITION: UKRAINIAN ART NOW, Saatchi Gallery, London
- 2013 — Saatchi Gallery, Days of Ukraine in the United Kingdom, London
- 2013 — ART KYIV Contemporary 2013, Киев
- 2012 — ART KYIV Contemporary 2012, Киев
- 2012 — «ICONS». Краснодарский краевой выставочный зал изобразительных искусств, Краснодар.

## Цитаты
- «Я один из художников, которые работают с такими твердыми условностями современного искусства, как новая мифология. Я делаю произведения из разных обломков сознания»[7] — Арсен Савадов, 2011.

## Награды
- Орден «За заслуги» ІІІ степени (2007)[11]